# Serie A1 GAM 2016
La Serie A1 GAM 2016 è un'edizione del massimo campionato italiano di ginnastica artistica maschile per squadre, organizzato dalla Federazione Ginnastica d'Italia. L'edizione del 2016 si è svolta in quattro prove, o «tappe», a Rimini, Ancona, Roma e Torino, dal 13 febbraio al 8 maggio 2016 con la partecipazione di 12 squadre.

## Tappe
- Sabato 13 febbraio 105 Stadium di Rimini
- Sabato 5 marzo PalaRossini di Ancona
- Sabato 2 aprile PalaLottomatica di Roma
- Sabato 7 maggio Palavela di Torino

## Ginnasti iscritti per squadra
- LIBERTAS VERCELLI: Gregorio Balduzzi, Antoine Borello (ginnasta francese), Luca Lovelli, Davide Odomaro, Enrico Pozzo, Alessio Ricci.
- Pro Patria Bustese: Nicola Bartolini, Andrea Bubbo, Ludovico Edalli, Saul Fermin, Luca Lo Presto, Guglielmo Salerno.
- GINNASTICA PRO CARATE: Andrea Bronzieri, Tommaso Frigerio, Carlo Macchini, Eduardo Martano, Matteo Morandi.
- JUVENTUS NOVA MELZO 1960: Luca Bolzoni, Alberto Busnari, Giovanni Cipolla, Simone Parascandolo, Marco Sarrugerio.
- SAMPIETRINA: Simone Bresolin, Alessandro Di Quinzo, Luca Santambrogio, Davide Sborchia, Mitchell Thompson Gaius (ginnasta britannico), Andrea Valtorta.
- GINNASTICA MEDA: Yumin Abbadini, Alessandro Avanzi, Trang Minh Bertelle, Franco Cerizzi, Ilie Daniel Popescu (ginnasta rumeno), Michele Sanvito.
- CORPO LIBERO GYM. TEAM: Nicola Ceccarello, Tommaso De Vecchis, Andrea Gaddi, Matteo Murtas, Riccardo Zillio, Mattia Tamiazzo.
- LIVORNESE: Roberto Biagetti, Francesco Brogi, Simone Houriya, Lorenzo Pisano, Davide Pizzato, Massimo Poziello.
- S.G. AUROSA: Leonardo Mattei, Thomas Pagni, Giacomo Quattrini, Matteo Rindori, Sandro Stucchi.
- NARDI JUVENTUS: Andrea Farina, Matteo Levantesi, Simone Levantesi, Matteo Morini, Paolo Ottavi.
- VIRTUS EVARISTO PASQUALETTI: Andrea Cingolani, Paolo Fabiani, Valentin Gentes Gilles, Paolo Principi, Leonardo Rocchetti, Enrico Tamburrini.
- GINNASTICA CIVITAVECCHIA: Simone Di Tello, Marco Lodadio, Tommaso Pampinella, Andrea Russo, Emiliano Taito, Rocco Tana.